# Kim Jin-A
Kim Jin-A (20 de agosto de 1996) es una deportista norcoreana que compite en judo. Ganó una medalla de plata en los Juegos Asiáticos de 2018, y una medalla de oro en el Campeonato Asiático de Judo de 2019.

## Palmarés internacional
| Juegos Asiáticos    | Juegos Asiáticos    | Juegos Asiáticos | Juegos Asiáticos |
| Año                 | Lugar               | Medalla          | Categoría        |
| ------------------- | ------------------- | ---------------- | ---------------- |
| 2018                | Yakarta (Indonesia) | Medalla de plata | –57 kg           |
| Campeonato Asiático |                     |                  |                  |
| Año                 | Lugar               | Medalla          | Categoría        |
| 2019                | Fujairah (EAU)      | Medalla de oro   | –57 kg           |